# Česnek
Česnek (Allium) je rod jednoděložných rostlin z čeledi amarylkovité (Amaryllidaceae). Některé druhy rodu Allium mají české rodové jméno cibule, pór či pažitka. Česneky jsou vytrvalé byliny, geofyty, se zásobním orgánem v podobě cibule a jednoduchými střídavými listy. Pravidelné, pětičetné květy jsou uspořádané v okolíkovitých květenstvích. Plodem je tobolka. Rod zahrnuje asi 1000 druhů a je rozšířen zejména v mírném až subtropickém pásu severní polokoule. Řada druhů má hospodářské využití, nejvýznamnější je česnek kuchyňský a cibule kuchyňská.

## Popis
Jedná se zpravidla o vytrvalé (vzácněji dvouleté) pozemní byliny, převážně s cibulemi různých vlastností. Někdy jsou jednoduché, jindy složené a jejich části pak slouží k vegetativnímu rozmnožování. Jsou to rostliny jednodomé s oboupohlavními květy. Listy jsou nahloučeny na bázi, nebo nikoliv a pochvy listů pokrývají 1/3 – ½ délky lodyhy, jsou jednoduché, přisedlé nebo vzácně řapíkaté (např. česnek medvědí – Allium ursinum), střídavé, uspořádané nejčastěji dvouřadě nebo spirálně, jsou ploché, žlábkovité, či oblé a pak trubkovité (duté) nebo hranaté, s listovými pochvami. Celé rostliny mají charakteristické aroma, které způsobují těkavé látky na bázi sulfidů. Čepele listů jsou celokrajné, čárkovité až kopinaté, vzácněji až vejčité, žilnatina je souběžná. Květy jsou oboupohlavní, jsou v květenstvích, zpravidla ve zdánlivých okolících, ve skutečnosti se jedná o vrcholičnaté květenství zvané šroubel, který je okolíkovitě a někdy až hlávkovitě stažený. Pod květenstvím jsou často 2 (vzácněji 1) listeny ve tvaru toulce, někdy jsou listeny navzájem srostlé. Někdy jsou v květenství přítomny pacibulky, které slouží k vegetativnímu rozmnožování, v některých případech se dokonce stává, že v květenství květy zcela chybí a jsou přítomny pouze pacibulky. Květy jsou pravidelné, okvětí je vyvinuto, zpravidla 6 okvětních lístků ve 2 přeslenech (3+3), okvětní lístky jsou volné nebo na bázi srostlé. Tyčinek je 6, ve 2 přeslenech, zpravidla 3+3, jsou srostlé na bázi s okvětím a často i vzájemně. Tyčinky vnějšího a vnitřního kruhu mohou být odlišné, nitky jsou někdy zakončeny dlouhými zuby. Gyneceum je složeno ze 3 plodolistů, je synkarpní, semeník je svrchní. Plod je suchý, pukavý, jedná se o tobolku.

## Rozšíření
Je známo asi 660 (některé zdroje udávají v rozmezí 550–700) druhů, které jsou rozšířeny v Evropě, Asii a v Severní Americe, méně i v Africe, Střední Americe a Jižní Americe.
V Česku roste a je původních asi 13 druhů: česnek hadí (Allium victiroalis L.), česnek medvědí (Allium ursinum L.), česnek tuhý (Allium strictum Schrader), česnek šerý horský (Allium senescens L. subsp. montanum), česnek hranatý (Allium angulosum L.), česnek kulovitý (Allium rotundum L.), česnek žlutý (Allium flavum L.), česnek viničný (Allium vineale L.), česnek kulatohlavý (Allium sphaerocephalon  L.), česnek ořešec (Allium scorodoprasum L.), česnek kýlnatý (Allium carinatum L.), česnek planý (Allium oleraceum L.), pažitka pobřežní (Allium schoenoprasum L.).
Další jsou v Česku pěstované jen jako zelenina a zplaňují: česnek kuchyňský (Allium sativum L.), pór zahradní (Allium porrum L.), cibule zimní (Allium fistulosum L.), cibule prorůstavá (Allium × proliferum), cibule kuchyňská (Allium cepa L.). Další druhy jsou pěstovány jako okrasné rostliny a některé mohou i zplaňovat: např. česnek podivný (Allium paradoxum (M. Bieb.) C. Don), česnek vysokohorský (Allium oreophillum C.A. Meyer), česnek zlatožlutý (Allium moly L.), česnek karatavský (Allium karataviense), česnek ozdobný (Allium cristophii Trautv.), česnek stopečkatý (Allium stipitatum Regel), česnek obrovský (Allium giganteum Regel), česnek aflatunský (Allium aflatunense B. Fedtsch) aj.

## Zástupci
- cibule altajská (Allium altaicum)
- cibule kuchyňská (Allium cepa)
- cibule perlovka (Allium ampeloprasum)
- cibule pskemská (Allium pskemense)
- cibule zimní (Allium fistulosum)
- česnek azurový (Allium caeruleum)
- česnek bledožlutý (Allium ochroleucum)
- česnek černonachový (Allium atropurpureum)
- česnek černý (Allium nigrum)
- česnek červenofialový (Allium atroviolaceum)
- česnek divoký (Allium longicuspis)
- česnek hadí (Allium victorialis)
- česnek hranatý (Allium angulosum)
- česnek chloupkatý (Allium subhirsutum)
- česnek Christophův (Allium christophii)
- česnek jednolistý (Allium unifolium)
- česnek karatavský (Allium karataviense)
- česnek kulatohlavý (Allium sphaerocephalon)
- česnek kulovitý (Allium rotundum)
- česnek kýlnatý (Allium carinatum)
- česnek latnatý (Allium paniculatum)
- česnek medvědí (Allium ursinum)
- česnek narcisokvětý (Allium narcissiflorum)
- česnek neapolský (Allium neapolitanum)
- česnek nící (Allium nutans)
- česnek obrovský (Allium giganteum)
- česnek ořešec (Allium scorodoprasum)
- česnek ozdobný (Allium cristophii)
- česnek perský (Allium aflatunense)
- česnek planý (Allium oleraceum)
- česnek podivný (Allium paradoxum)
- česnek převislý (Allium cernuum)
- česnek růžový (Allium roseum)
- česnek Semjonovův (Allium semenovii)
- česnek Schubertův (Allium schubertii)
- česnek stopečkatý (Allium stipitatum)
- česnek šerý (Allium senescens), syn. česnek chlumní
- česnek širokolistý (Allium akaka)
- česnek tmavomodrý (Allium cyaneum)
- česnek trojhranný (Allium triquetrum)
- česnek tuhý (Allium strictum)
- česnek turkestánský (Allium turkestanicum)
- česnek velkokvětý (Allium macranthum)
- česnek viničný (Allium vineale)
- česnek vysokohorský (Allium oreophilum)
- česnek zlatožlutý (Allium moly)
- česnek žlutý (Allium flavum)
- pažitka čínská (Allium tuberosum), syn. česnek hlíznatý
- pažitka mongolská (Allium ledebourianum)
- pažitka pobřežní (Allium schoenoprasum)[2][3]

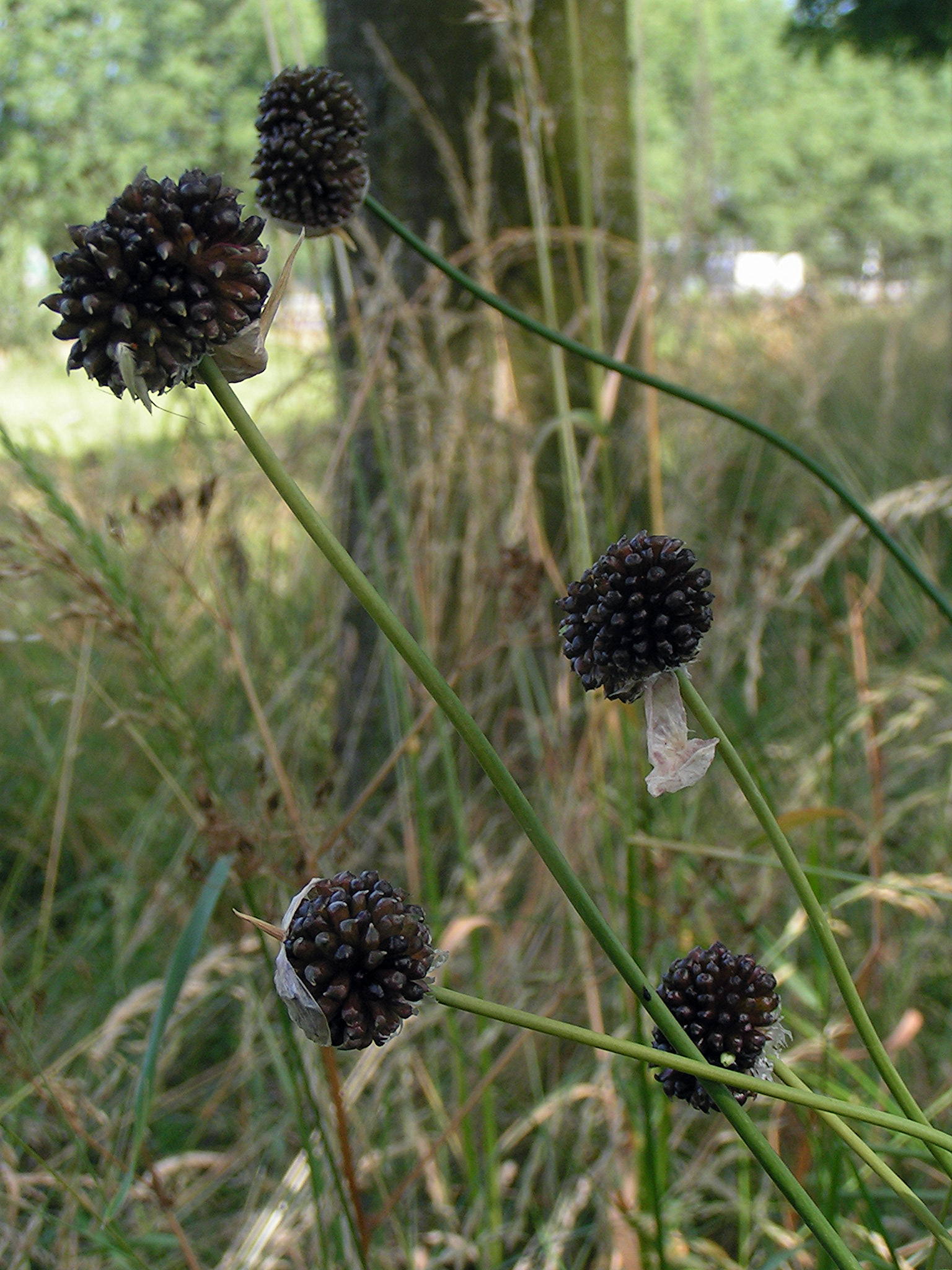
Česnek viniční (Allium vineale)
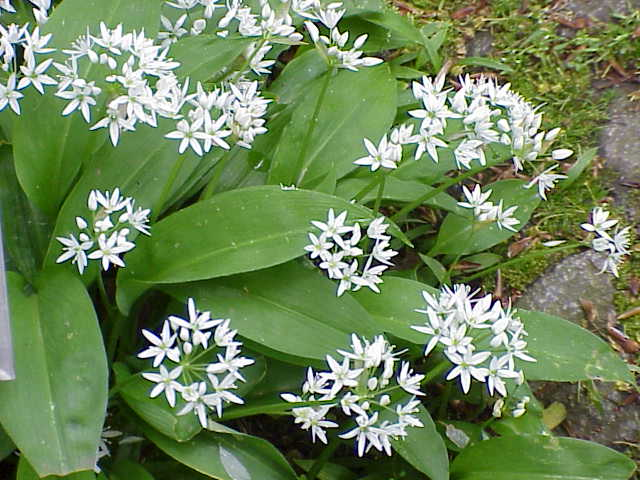
Česnek medvědí (Allium ursinum)
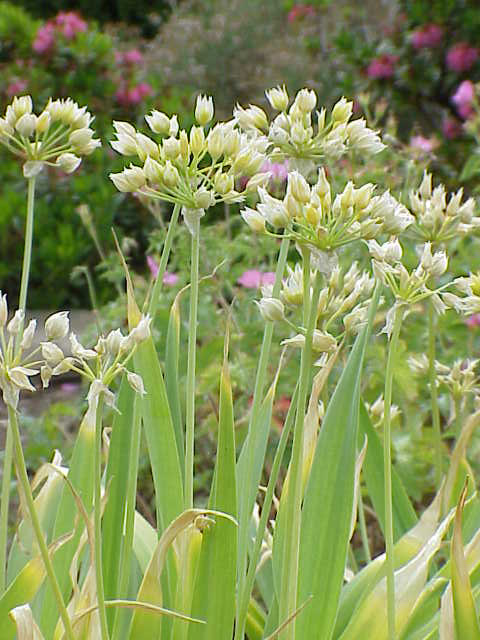
Česnek zlatožlutý (Allium molly)
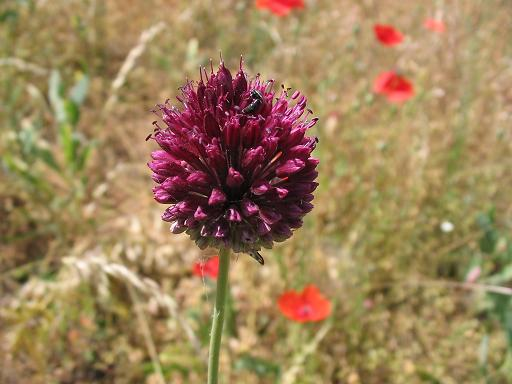
Česnek kulatohlavý (Allium sphaerocephalon)
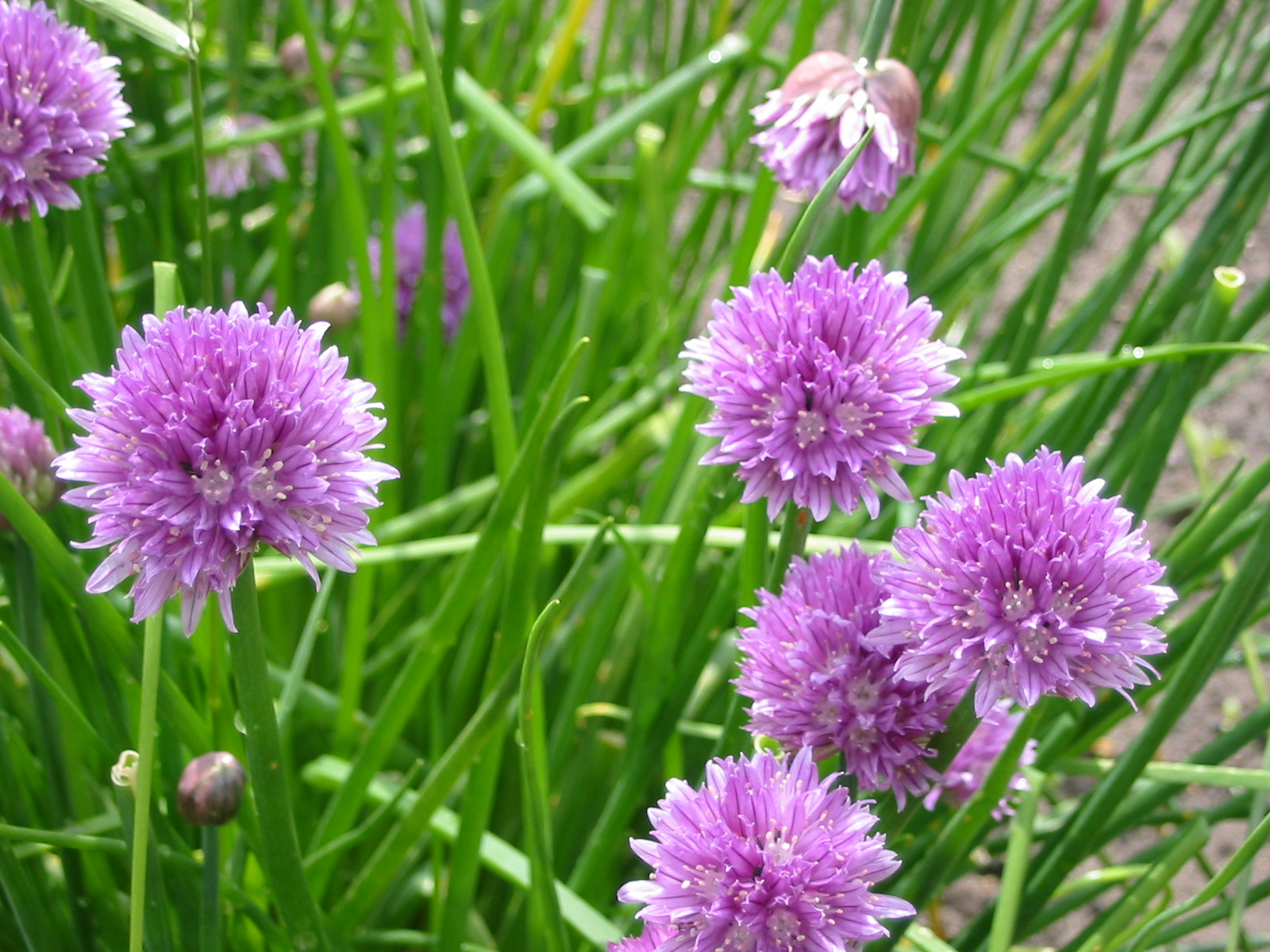
Pažitka pobřežní (Allium schoenoprasum)
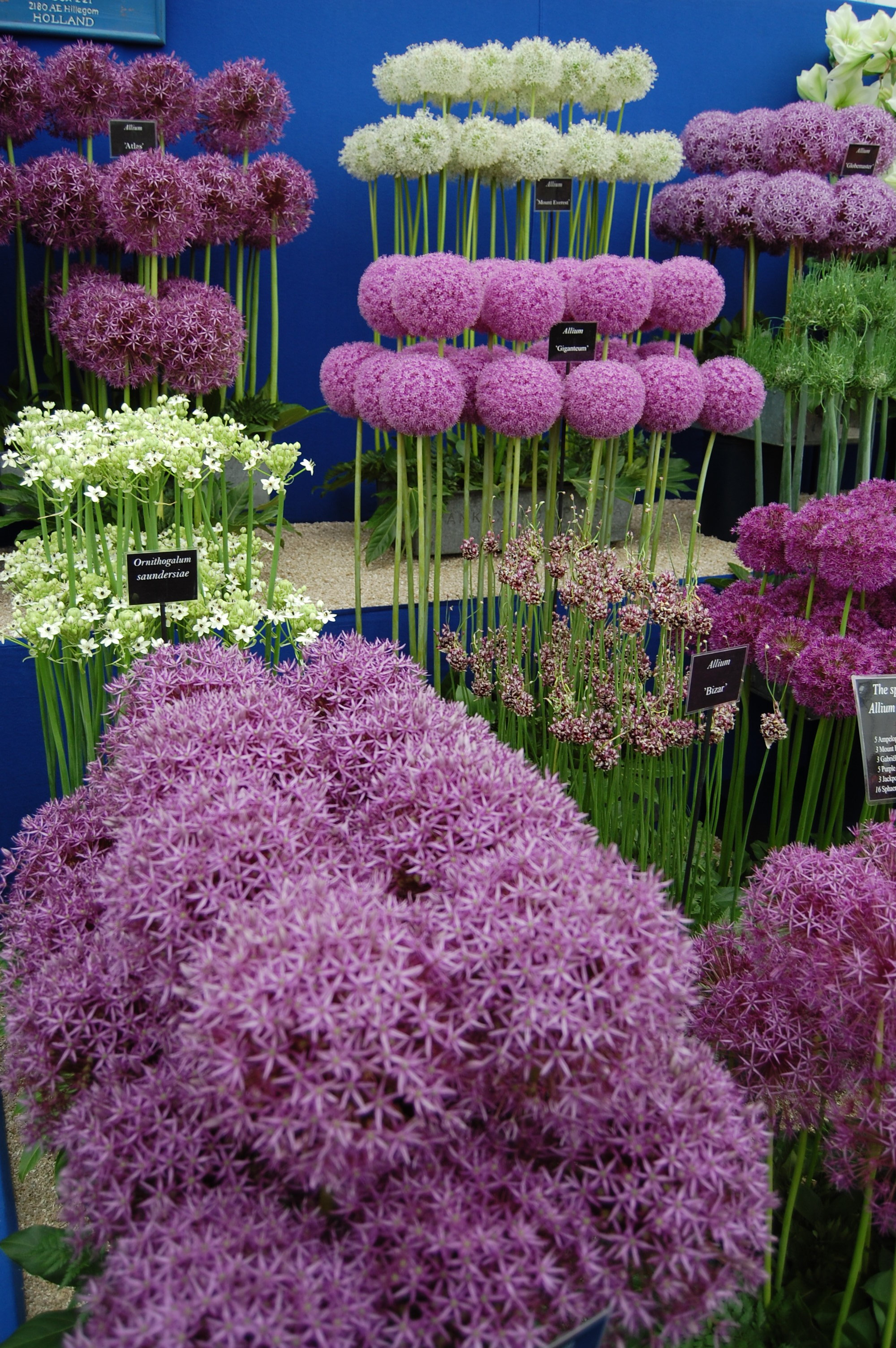
Výběr šlechtěných česneků na výstavě měsíčníku BBC Gardeners' World